# Sant Vicenç de les Olives
Sant Vicenç de les Olives és una església amb elements romànics i gòtics de Garrigoles (Baix Empordà) inclosa a l'Inventari del Patrimoni Arquitectònic de Catalunya.

## Descripció

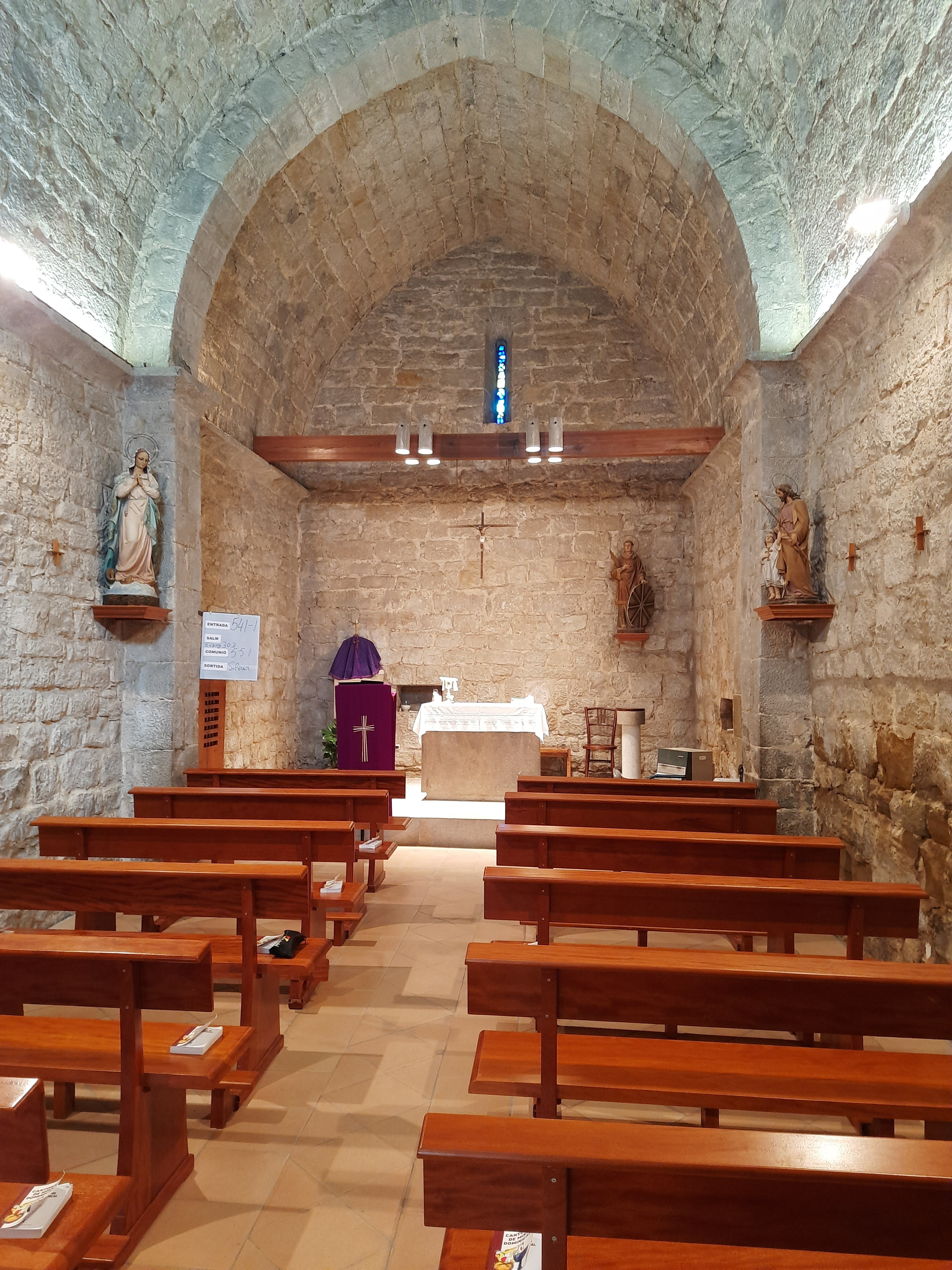
Interior

Edifici religiós.- Església d'una nau i capçalera carrada que no destaca, exteriorment, de la resta de l'edifici. La volta és apuntada. Només hi ha un arc, apuntat, sobre pilastres, que separa la nau del presbiteri (arc triomfal). A la façana de ponent, portada d'un sol arc de mig punt, adovellat i un òcul. Al cim es dreça una espadanya de tres pilastres i arcs d'època tardana.
El parament és de carreus escairats.

## Història
Des de l'any 1210 tingué possessions al lloc de les Olives l'abadia de Santa Maria d'Amer. A finals del segle xiv el lloc formava part de la baronia de Verges; en el segle xvii consta com a integrant de la batllia reial de Verges.